# 耶亚谷胡欣
耶亚谷·胡欣（1956年6月14日—），马来西亚政治人物，伊斯兰党籍，曾经于2008年至2013年担任吉打州立法议会万拉巴鲁议员 。